# Antonio Pinheiro
António Pinheiro (Montemor-o-Novo, c. 1550 – Évora, 19 de juny, 1617) va ser un mestre de capella i compositor portuguès del Renaixement.

## Biografia
António Pinheiro va néixer al voltant de 1550 a Montemor-o-Novo, a l'Alentjo. Diogo Barbosa Machado esmenta en el seu breu registre biogràfic que va estudiar amb el mestre espanyol Francisco Guerrero, però és molt més probable que rebés la seva formació musical a la Catedral d'Évora amb el llavors mestre de clausura Francisco Velez.
El 12 de març de 1576 va ser nomenat mestre de capella del Palau Ducal de Vila Viçosa pel duc de Bragança, Joan I, el primer mestre portuguès a ocupar el lloc, succeint a Ginés de Morata. El seu salari en 1605 va ser duplicat de deu mil a vint mil reals, de nou augmentat en 3000 reals en 1606 i altres 4000 reals en 1609.
Malgrat aquests pagaments de 1609, cap a 1606 havia tornat a Évora per ocupar el lloc de mestre de clausura de la Catedral d'Évora deixat vacant per Filipe de Magalhães, però va ser acomiadat uns anys més tard, el 8 d'octubre de 1608, sent substituït per Domingos Martins. La reclamació de Pinheiro, enviada a través de l'escrivà Fernão de Lemos, no va tenir èxit. El conflicte es va allargar fins al novembre, quan se li va concedir un salari anual de quaranta mil reals i dos moios de blat.
Entre finals de 1608 i principis de 1609 va tornar al lloc de mestre de capella al Palau Ducal de Vila Viçosa. Allí va treballar fins a 1616, quan el seu càrrec va ser ocupat per l'anglès Roberto Tornar. Posteriorment va tornar a Évora, on va morir el 19 de juny de 1617.

## Obra
La gran majoria de la producció del mestre Pinheiro es va perdre, sobrevivint només unes poques composicions a la biblioteca del Palau Ducal de Vila Viçosa. A la Reial Musicoteca del rei Joan IV de Portugal hi havia almenys tres obres de la seva autoria, però segurament es van perdre durant la seva destrucció al terratrèmol de Lisboa de 1755.
- Beatus ven, a 4 voces[6]
- Beati omnes, a 4 voces[6]
- De profundis, a 4 voces[6]
- BLaetatus sum, a 4 voces[6]
- Lauda Jerusalén," a 4 voces N.[6]

## Obra perduda
- Ave Regina caelorum (del temps de quaresma), a 4 voces;[5]
- Inter natus mulierum (de Sant Joan Baptista) a 4 voces;[5]
- Tollite jugum meum (del Comú dels Apòstols) a 5 voces;[5]
- Magnificat a diverses veus;[7]
- Cançonetas do Natal.[2]

## Discografia
- 1994 — Meus olhos van per lo mar. Coral Dinamene. Tradisom. Faixa 22: "Laetatus sum".
- 1994 — Canções, vilancicos e motetes portugueses: séculos XVI-XVII. Huelgas Ensemble. Sony Classical. Faixa 4: "Laetatus sum".